# Hernando Cevallos
Hernando Ismael Cevallos Flores (Piura, 14 de octubre de 1956) es un médico y político peruano. Fue Ministro de Salud desde el 29 de julio de 2021 hasta el 8 de febrero de 2022 durante el gobierno de Pedro Castillo.

## Biografía
Nació en Piura en 1956. Estudió el bachillerato médico en la Facultad de Ciencias Médicas de la Universidad Nacional de La Plata.
Se tituló como médico en la Universidad Nacional de La Plata en Argentina.
Fue presidente de la Federación Médica de Piura durante 1999 y 2000. También fue decano del Colegio Médico de Piura durante 2000 y 2001.
Trabajó durante veintiséis años en el Hospital Santa Rosa, del Ministerio de Salud, y durante veintitrés años en la Clínica Belén en Piura.
También ejerció como docente en la Universidad Nacional de Piura durante 2013 y 2014.

## Vida política

### Congresista
Fue elegido congresista de la república, por el Frente Amplio, por Piura, en las elecciones generales de 2016.
Durante su paso como congresista, promovió leyes para mejorar el régimen laboral de los trabajadores de la salud y también la ley que regula el uso medicinal y terapéutico del cannabis.
El 30 de septiembre del 2019, su cargo parlamentario llegó a su fin tras la disolución del Congreso, decretada por el entonces presidente Martín Vizcarra.
También fue parte del equipo técnico de Perú Libre en la segunda vuelta de las elecciones generales de 2021.

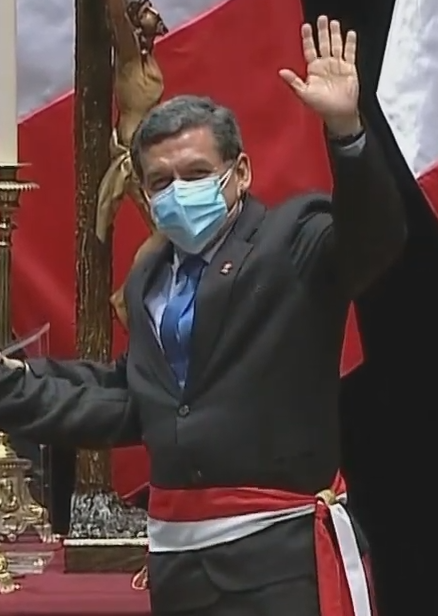
Cevallos, juramentado como ministro

### Ministro de Salud
El 29 de julio de 2021, fue nombrado ministro de Salud del Perú en el gobierno de Pedro Castillo.